# Czarnogórska Liga Koszykówki Kobiet
Czarnogórska Liga Koszykówki Kobiet – najwyższa klasa żeńskich rozgrywek koszykarskich w Czarnogórze, powstała w 2006, po rozpadzie Serbii i Czarnogóry.
Przed uzyskaniem niepodległości w 2006, czarnogórskie drużyny występowały w ligach Socjalistycznej Federacyjnej Republiki Jugosławii, Federacyjnej Republiki Jugosławii oraz Serbii i Czarnogóry. Zespoły takie jak: ŽKK Budućnost, ŽKK Roling, ŽKK Primorje i ŽKK Jedinstvo występowały w I lidze Federacyjnej Republiki Jugosławii/Serbii i Czarnogóry.
Odnoszący największe sukcesy ŽKK Budućnost, jako jedyny czarnogórski klub zdobył mistrzostwo Jugosławii. Po raz pierwszy Budućnost zdobył tytuł w sezonie 2001/2002, po pokonaniu ŽKK Hemofarm w serii finałowej play-off (3:2). Rok później Budućnost obronił mistrzostwo w konfrontacji z ŽKK Vršac.
Po uzyskaniu niepodległości w 2006 poprzez referendum powstała Czarnogórska Federacja Koszykówki, która rozpoczęła budowę struktury koszykarskiej. Utworzyła I żeńską ligę A, jako najwyższy poziom rozgrywkowy w kraju. Zespół ŽKK Budućnost zdobył pierwsze dwa mistrzostwa ligi, po wygranych z ŽKK Jedinstvo. W trzecim sezonie rozgrywek zespoły zamieniły się miejscami. W latach 2012–2019 po tytuł mistrzyń kraju sięgały zawodniczki ŽKK Budućnost. Czarnogórskie zespoły występują również w regionalnej lidze WABA – Lidze Adriatyckiej odkąd powstała. Najwięcej sukcesów odnosi w niej ŽKK Budućnost, który zdobył mistrzostwo w sezonach 2015/2016 i 2017/2018.

## Finały sezon po sezonie
| Sezon     | Mistrzynie | Wynik | Wicemistrzynie | Trener mistrzyń    | MVP sezonu                   |
| --------- | ---------- | ----- | -------------- | ------------------ | ---------------------------- |
| 2006–2007 | Budućnost  | 3-1   | Jedinstvo      | Momir Milatović    | Snežana Aleksić (Budućnost)  |
| 2007–2008 | Budućnost  | 3-1   | Jedinstvo      | Aleksandar Čurović | Iva Perovanović (Budućnost)  |
| 2008–2009 | Jedinstvo  | 3-0   | Budućnost      | Aleksandar Čurović | Snežana Aleksić (Budućnost)  |
| 2009–2010 | Jedinstvo  | 3-0   | Roling         | Stojna Vangelovska | Sanja Knežević (Jedinstvo)   |
| 2010–2011 | Jedinstvo  | 3-0   | Budućnost      | Aleksandar Čurović | Sanja Knežević (Jedinstvo)   |
| 2011–2012 | Budućnost  | 2-0   | Roling         | Željko Vukićević   | Biljana Turčinović (Roling)  |
| 2012–2013 | Budućnost  | 2-1   | Primorje       | Zdenko Grbavčević  | Ana Baletić (Budućnost)      |
| 2013–2014 | Budućnost  | 2-0   | Primorje       | Miloš Kovač        | Haleigh Lankster (Budućnost) |
| 2014–2015 | Budućnost  | 2-0   | Lovćen         | Goran Bošković     | Jovana Popović (Budućnost)   |
| 2015–2016 | Budućnost  | 2-0   | Lovćen         | Goran Bošković     | Jovana Popović (Budućnost)   |
| 2016–2017 | Budućnost  | 2-0   | Lovćen         | Goran Bošković     | Božica Mujović (Budućnost)   |
| 2017–2018 | Budućnost  | 2-0   | Lovćen         | Goran Bošković     | Dragana Živković (Lovćen)    |
| 2018–2019 | Budućnost  | 2-0   | Lovćen         | Goran Bošković     | Dragana Živković (Budućnost) |

## Bilans finalistek
| Klub                   | Tytuły | Wicemistrzostwa | Zwycięskie lata                                            |
| ---------------------- | ------ | --------------- | ---------------------------------------------------------- |
| Budućnost Podgorica    | 10     | 2               | 2007, 2008, 2012, 2013, 2014, 2015, 2016, 2017, 2018, 2019 |
| Jedinstvo Bijelo Polje | 3      | 2               | 2009, 2010, 2011                                           |
| Roling Nikšić          | –      | 2               |                                                            |
| Primorje               | –      | 2               |                                                            |
| Lovćen Cetinje         | –      | 5               |                                                            |

## Pozycje klubów sezon po sezonie
Od powstania ligi czarnogórskiej w rozgrywkach rywalizowało 13 drużyn. Jedynie drużyna ŽKK Budućnost rozegrała wszystkie sezonu w najwyższej klasie rozgrywkowej.
| Klub              | 07 | 08 | 09 | 10 | 11 | 12 | 13 | 14 | 15 | 16 | 17 | 18 | 19 |
| ----------------- | -- | -- | -- | -- | -- | -- | -- | -- | -- | -- | -- | -- | -- |
| Antivari          | –  | –  | –  | 4  | –  | 5  | –  | –  | –  | –  | –  | –  | –  |
| Budućnost         | 1  | 1  | 2  | 3  | 2  | 1  | 1  | 1  | 1  | 1  | 1  | 1  | 1  |
| Castel Nuovo      | 4  | 4  | 5  | –  | –  | –  | –  | –  | –  | –  | –  | –  | –  |
| Herceg Novi       | 3  | 6  | 3  | –  | 4  | –  | –  | –  | –  | –  | 6  | –  | –  |
| Jedinstvo         | 2  | 2  | 1  | 1  | 1  | –  | –  | 4  | 5  | 5  | –  | –  | –  |
| Kotor             | –  | 7  | –  | –  | –  | –  | –  | –  | –  | –  | –  | –  | –  |
| Lovćen            | –  | –  | –  | –  | –  | 6  | 5  | 3  | 2  | 2  | 2  | 2  | 2  |
| Nikšić            | –  | –  | –  | –  | –  | –  | –  | –  | 3  | 3  | 4  | 3  | 3  |
| Primorje          | –  | –  | –  | –  | 6  | 3  | 2  | 2  | –  | 4  | 3  | 4  | 4  |
| Roling            | –  | 3  | 4  | 2  | 5  | 2  | 3  | 5  | 6  | 6  | 5  | 5  | –  |
| Rožaje            | –  | 5  | –  | –  | –  | –  | –  | –  | –  | –  | –  | –  | –  |
| Rudar             | –  | 8  | 6  | 5  | 3  | 4  | 4  | 6  | 4  | –  | –  | –  | –  |
| Studentski Centar | 5  | –  | –  | –  | –  | –  | –  | –  | –  | –  | –  | –  | –  |